# 厦门日报
《厦门日报》是中国共产党厦门市委员会機關報，由中国共产党厦门市委员会主管，創刊於1949年10月23日。
2018年，报纸入选2017年全国百强报纸推荐名单。

## 历史
1949年5月25日，中共中央华东局在研究组建福建省委时，即决定福建解放后出版两份对开党报，一份是《福建日报》,作为中共福建省委机关报；一份是《厦门日报》，作为中共厦门市委机关报，并请时任华东局常委、宣传部长舒同提写了两报的报名刊头。在解放日报社做好锌板交由准备南下的中国人民解放军华东随军服务团新闻中队的叶炜负责带往福建。
8月17日，中国人民解放军解放福州。在《福建日报》创刊后，中共福建省委即着手筹建《厦门日报》，并决定调时任解放军第十兵团前线新华社负责人单斐担任社长、总编辑，负责筹组《厦门日报》工作，并调曾在淮阴、淮安办报的新华社福建分社孙明担任副总编辑；还调配了编辑主任、采访部主任等其他业务骨干。
10月17日厦门解放，筹备组随部队进驻厦门，暂借江声报印刷厂排印报纸，22日发表创刊号。